# Provincia de Peravia
Peravia es una de las 32 provincias de la República Dominicana. Antes de 2002 incluía la actual provincia de San José de Ocoa. Hasta hace unos años muchos mapas y estadísticas se referían a la antigua y más grande provincia de Peravia.
La provincia Peravia se encuentra en las coordenadas son 18°30′ latitud norte y 70°27′ longitud oeste, al sur de la República Dominicana en la subregión de Valdesia, limita al norte con la Provincia de San José de Ocoa, al este con San Cristóbal, al oeste con Azua y al sur con el mar Caribe donde se encuentra la Bahía de Las Calderas. En la provincia se encuentra el Llano de Baní al sur de la Cordillera Central, lugar donde se encuentra la capital provincial Baní. En la actualidad tiene un área correspondiente a 792.33 kilómetros cuadrados

## Toponimia
Se considera que el nombre de Peravia tiene su origen en un hato que existió en los inicios del período colonial.  Los terrenos eran propiedad de Ana de Pravia —hija de Francisco Ruiz de Pravia y de Beatriz de la Rochaque— esposa de Cristóbal Colón de Toledo (c. 1510-1571), uno de los hijos del virrey indiano Don Diego Colón. 
El historiador banilejo Manuel Valera refiere que esta denominación es una corruptela del apellido de origen español Pravia, que llevaba Ana de Pravia.

## Historia
El territorio de la actual Provincia Peravia fue poblado por los españoles en el siglo XVI, debido a un mal tiempo varios navíos españoles se refugiaron en la Bahía de Las Calderas, Cristóbal Colón  también se refugió en la bahía de un huracán en 1499, el cual llamó a la bahía Puerto Hermoso.
Muchos hatos ganaderos se establecieron  en la zona costera de Baní Entre 1520 y 1760, cuyo florecimiento de comercio con Haití, junto a las inmigraciones de españoles de las islas Canarias, permitieron la fundación de la Villa de Nuestra Señora de Regla de Baní en 1764. Muchos de los hatos ganaderos de lo que hoy se conoce como la provincia Peravia fueron evolucionando hasta convertirse en poblados como Nizao, Pizarrete, Catalina, Paya, Matagorda, Peravia, Fundación, Río Arriba, Boca Canasta, El Llano, Sombrero, Cañafístol, Calabazas, Matanzas, Arroyo Hondo, Sabana Buey, Villa Fundación, Las Tablas y Las Carreras.
Durante el siglo XVI se inició en la zona la producción azucarera. En sus  inmediaciones existieron  varios ingenios en las cercanías de los ríos Nizao y Ocoa, siendo uno de los más destacado el ingenio del licenciado Alonso de Suazo, oidor de la Real Audiencia de Santo Domingo, en la ribera del río Ocoa.
En la época de la ocupación haitiana el territorio de la provincia Peravia pertenecía al departamento de Ozama. De 1844 a 1932 formaba parte de la demarcación provincial de Santo Domingo. En 1932 pasó a formar parte de la provincia Trujillo, actual provincia de San Cristóbal.
En el año 1844 mediante el decreto número 14 del 24 de julio, se crea a Baní como común del Departamento Santo Domingo y en 1934 junto a San Cristóbal pasó a formar parte de la provincia Trujillo (actual San Cristóbal). Mediante la Ley General de División Territorial no. 125 del 6 de junio de 1939, Gaceta Oficial n.º 5320, en su Art. 17 expresa lo siguiente: La provincia Trujillo está constituida por las comunes San Cristóbal y Baní, con la ciudad San Cristóbal como capital.
El 23 de noviembre de 1944 mediante la Ley n.º 747, promulgada, se crea la provincia Baní, segregada de la provincia Trujillo junto al distrito municipal Nizao. La Ley N.º 750 promulgada el 1 de diciembre
de 1944, cambia el nombre Baní por el de provincia José Trujillo Valdez, siendo su primer gobernador de la provincia Peravia fue el escritor Bayoán Leocadio de Hostos, hijo de Eugenio María de Hostos. Mediante La Ley N.º 5685 del 29 de noviembre de 1961 cambia el nombre a la provincia Trujillo Valdez por Peravia. 
El 6 de septiembre de 2000, mediante la ley no.66, se creó la provincia de San José de Ocoa separándose de la provincia Peravia. 
El municipio fue poblado en su zona oeste por familias de origen canario y, en menor medida, por gallegos y catalanes. Por otro lado, en su parte sur y que da a la costa, predominaron los grupos de origen africano.

## Geografía

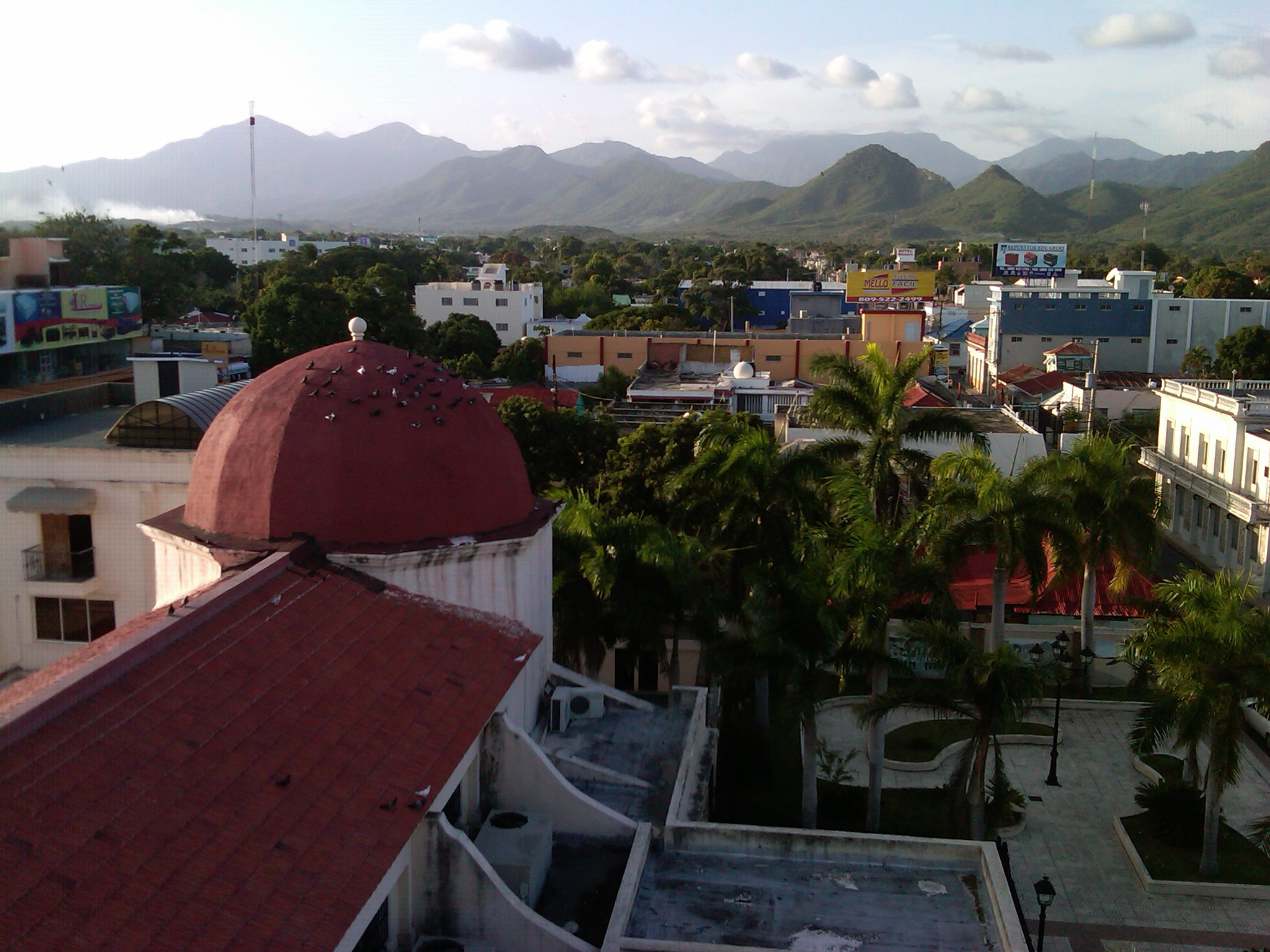
Cordillera Central al norte de la provincia Peravia, vista desde Baní. Se observan los cerros del norte del municipio y detrás Los Guayuyos, Los Naranjos, El Manaclar, La Barbacoa y el Firme Rodríguez.

Su superficie es de 785.21 km². Forma parte de la Región V - Valdesia. Limita al norte con la provincia San José de Ocoa, al este con San Cristóbal, al oeste la provincia de Azua y al sur tiene costas sobre el mar Caribe. 
Los ríos más importantes que atraviesan la provincia son el Nizao, el Ocoa y Baní. 
La provincia Peravia está formada por dos regiones geomorfológicas: la Cordillera Central y el Llano Costero del Caribe:
- La Cordillera Central: conocida en la región como sierra de Ocoa, se extiende al  norte y al oeste de la provincia, donde se encuentran las lomas de La Barbacoa con 1,743 m s. n. m., Valdesia con 1,723 m s. n. m., el  Firme Rodríguez, Los Guayuyos y Los Naranjos, lugares que forman parte del recién creado parque nacional Padre Luis Quinn, El Manaclar con 1,400 m s. n. m., donde se encuentran la mayoría de las repetidoras de las empresas telefónicas del país y estuvo el radar de vigilancia del sur del país. Esta región posee un clima tropical húmedo y templado.

- Llano Costero del Caribe: también llamado Llano de Peravia, formado entre los ríos Nizao y Ocoa, una plataforma de roca sedimentaria calcárea. En esta región predomina el clima seco estepario. En esta zona se destaca la Laguna de Don Gregorio.[5]

La Barbacoa fue declarada como Reserva Científica mediante el Decreto 233-096, ratificada por la Ley de Medio Ambiente y Recursos Naturales 64-000, y la Ley Sectorial Sobre Áreas Protegidas 202-04, para la conservación de cuencas hidrográficas y nacimientos de arroyos y fuente acuíferos como el Río Nizao.

Al sur de la provincia se destaca la Bahía de Las Calderas, donde se encuentra la playa de Los Corbanitos, Las Dunas, la playa Salinas de Puerto Hermoso y la Base Naval de Las Caldera de la Armada Dominicana.
Cerca del 80% de la Provincia se encuentra dominado por el bosque seco subtropical, especialmente en su zona Meridional, en el norte se encuentran distintos tipos de bosques húmedos. El geocódigo ISO de la provincia es 3166-2:DO-17.

## División territorial Política
La Provincia de Peravía es la provincia número 17 Constituida por 3 municipios, 10 distritos municipales, 38 secciones, 212 parajes, 81 barrios y 164 sub-barrios.

## Clima
El clima es Bosque seco, con una precipitación anual promedio de 500 a 1000 mm y una temperatura de 18° a 30 °C. Las mayores precipitaciones ocurren en la primavera y el otoño, principalmente en los meses de mayo y octubre.
El llano de Baní es una franja de tierra larga y estrecha que abarca toda la porción Sur de dicha provincia. En este llano se pueden observar pequeñas elevaciones o mogotes de rocas calizas en forma de cono debido a los procesos erosivos del viento.

## Economía
La agropecuaria es la principal actividad de la provincia, produciéndose hortalizas (tomate, cebolla, etc.), frutales, café, cebolla, coco, mango, lechoza, cajuil, Guandul y el plátano. La ganadería vacuna es importante seguida de la caprina. Aunque no muy importante, se pesca en el Mar Caribe. En Baní y proximidades se está desarrollando la industria, sobre todo la agroindustrial. 
La producción de sal en Las Salinas se producido en terrazas mediante la evaporación del agua marina, actualmente está bajo propiedad del Ayuntamiento Municipal de Baní. Actualmente una fuente de empleo en la Provincia es la Central Termoeléctrica Punta Catalina.
La agricultura en la provincia es muy diversa, siendo los principales productos el plátano, café, tomate, cebolla y arroz. Entre las frutas se encuentran lechozas y el mango. Para 2017 la Provincia Peravia ocupó el sexto lugar en número de remesas con un 3.19%.

## Industrias locales
Las principales empresas en la provincia son agroindustrias que procesan el café,cebolla, guandules, maíz, habichuelas, tomates, sal y una gran variedad de frutales. Las principales industrias en la provincia son Peravia Industrial (La Famosa), Industrias Banilejas y la Fosforera del Caribe. También se destaca la industria del café, donde se destaca el Café de Valdesia, producido entre las montañas de Peravia, San Cristóbal y Ocoa, reconocido como Denominación de Origen Protegida por la Unión Europa.
La industria de producción y exportación de Mango está representada por la Asociación Banileja de Productores de Mango (Abapromango)  donde con cosechas en 44 millones de unidades en el mercado internacional, lo que representa 6.9 millones de dólares, donde se encuentra el 70% de las plantaciones comerciales.
Asimismo a principio de la década de los 90 se creó el parque industrial Zona Franca Banileja con más de veinte naves industriales y decenas de empresas que llegaron a crear más de 7,000 empleos en su época dorada, este proyecto comenzó a decrecer a inicios de la década del 2000 y actualmente solo algunas empresas permanecen en el proyecto. Existen diferentes industrias de diferentes sectores como de servicios, agropecuarias, industrias de la construcción y ganaderas.

## Punta Catalina
La Central Termoeléctrica Punta Catalina   se encuentra ubicada en el Distrito Municipal de Catalina. Está integrada por dos unidades de generación eléctrica de  376 MW mediante la quema limpia de carbón mineral pulverizado con un total de producción de 752 MW bajo la administración de la  Corporación Dominicana de Empresas Eléctricas Estatales (CDEEE).
Está integrada por un muelle carbonero con una capacidad máxima de 80,000 toneladas, sistemas de descarga y almacenamiento de carbón, depósito de cenizas, almacén central para repuestos, planta de producción de agua, planta de tratamiento de aguas residuales y subestación eléctrica de 345 kV 138 kV.

## Población
Según datos del Censo Nacional de Población y Viviendas del año 2010, la población de la Provincia Peravia era de 184,344 habitantes, donde la población urbana corresponde a 125,534, la población rural 58,810. El total de población en viviendas propias es de 117,467 y viviendas alquiladas 44,207.
La población se concentra en Baní donde vive el 85.3% y el 14.7% corresponde a Nizao. En la zona urbana vive el 68.1%, siendo mayor en Baní con 87.1% de la Población y el 69.5% en Nizao. 
La población que dispone de agua corriente es de 150,462 y la población que no dispone de sanitario es de 9,733. La población que dispone de servicio eléctrico es de 181,733 y el total de población que dispone de servicio de recogida de basura es de 136,616.

## Servicios públicos
Energía eléctrica 
El 97.8% de la población dispone de servicios de energía eléctrica. En Nizao es mayor con 99.0% mientas en Baní es de 97.6% del total de la población. Un 1.1% de la población utiliza lámparas de Queroseno.
 Agua Potable 
El 72.6% de la población recibe el servicio de agua potable a través  del acueducto. Un 6.9% utiliza como fuente manantiales o arroyos. El servicio de agua potable es precario en la provincia, unido a la sequía y la deforestación. 
 Saneamiento 
El 61.7 de los hogares contiene inodoro y un 32.3% contiene letrinas. En Baní el uso de inodoro es de un 62.6% y en Nizao el uso de letrinas corresponde a un 34.3%. La falta de servicio sanitario en Baní es de un 5.4% y en Nizao un 9.7%. 
Para la recogida de basura el 73.6% de la población recibe servicios de los ayuntamientos. El servicio de recogida de basura en Baní es de 84.1% y en Nizao 71.8%
 Tecnología de Información 
En el IX Censo Nacional de Población y Vivienda del año 2010, el 12.9% de los hogares contaba contaba con una computadora, donde el 7.6% tenía servicio de Internet. El 21.5% disponía de teléfono residencial  y el 72.9% teléfono celular.  
El mayor número de hogares con computadoras se encuentra en Baní con un 13.1%, el acceso a Internet 8.2% y teléfonos residenciales 23.4%.  El uso de teléfonos celular es mayor en Nizao con un 78.0%.

## Carreteras
La provincia Peravia está conectada la carretera Sánchez (RD-2) con la ciudad de Santo Domingo al este con  la cual también la conecta con el sur del país por el Oeste. Al sur de Baní se encuentra la avenida Fabio F. Herrera, que la comunica con el mar Caribe, al suroeste la carretera Máximo Gómez (RD-510) que la comunica con los distritos municipales y comunidades de la parte suroeste de la provincia, la Base Naval de Las Calderas y las Salinas. 
La carretera Cruce-Arroyo Hondo la comunica con la comunidad de Sabana Buey hasta el Palmar de Ocoa en la Provincia de Azua. Al norte la carretera de Villa Güera, y al noreste la carretera Limonal-Valdesia comunicándola con las comunidades de Peravia, Fundación de Peravia hasta la Presa de Valdesia. Al noroeste se encuentra la carretera que comunica con las comunidades de Angostura y Honduras. Al Sureste de la provincia se encuentra la carretera que comunica con las secciones de Nizao y Don Gregorio.
Al sur de Baní se está construyendo la Circunvalación de Baní, como parte parte del Circuito Vial Sur, diseñado para  estar integrado por un conjunto de carreteras que permitirán reducir el tiempo de llegada desde Santo Domingo a la zona turística de la provincia Pedernales,  con una longitud de 14 kilómetros. 

## Turismo
Peravia fue convertida en el polo turístico no. 8, mediante el Decreto 177 de 1995. La actividad turística se concentra en la costa caribeña, especialmente alrededor de la Bahía de Las Calderas aunque donde se encuentra la Base Naval de Las Calderas y los astilleros navales y también en Las Dunas y el Proyecto de Puntarena en la Playa Los Corbanitos.
Entre las atracciones turísticas en la provincia se encuentran Playa Salinas, Nizao, Los Corbanitos, Los Almendros, el Balneario Las Yayitas, la Bahía de Ocoa, el río Nizao, El Manaclar y el Santuario de San Martín de Porres en la comunidad de Las Tablas y el Monumento Natural Cerro o Cucurucho de Baní Don Rafael Herrera Cabral.
En la Provincia se encuentran dos áreas protegidas que son el Parque Juan Ulises García Bonnelly en la loma de La Barbacoa y la Reserva científica Félix Servio Ducoudray conocida como Las Dunas de Baní. También en la provincia se encuentra el recién creado parque nacional Luis Quinn con 197.28 kilómetro, juntos a las montañas de El Naranjal y Los Guayuyos.

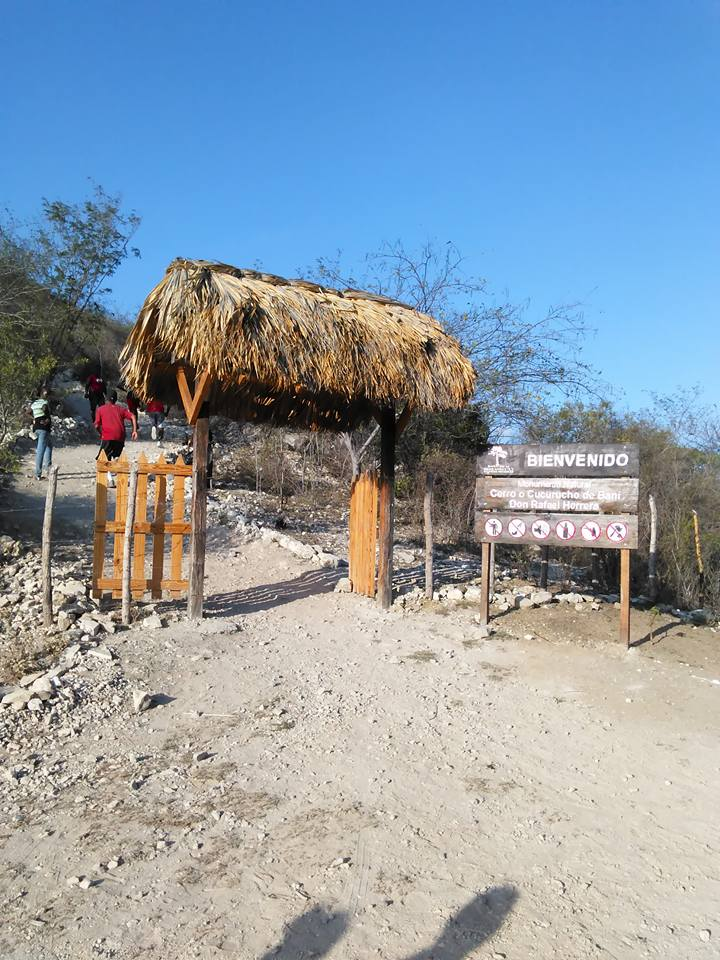
Entrada al Cucurucho de Peravia Rafael Herrera
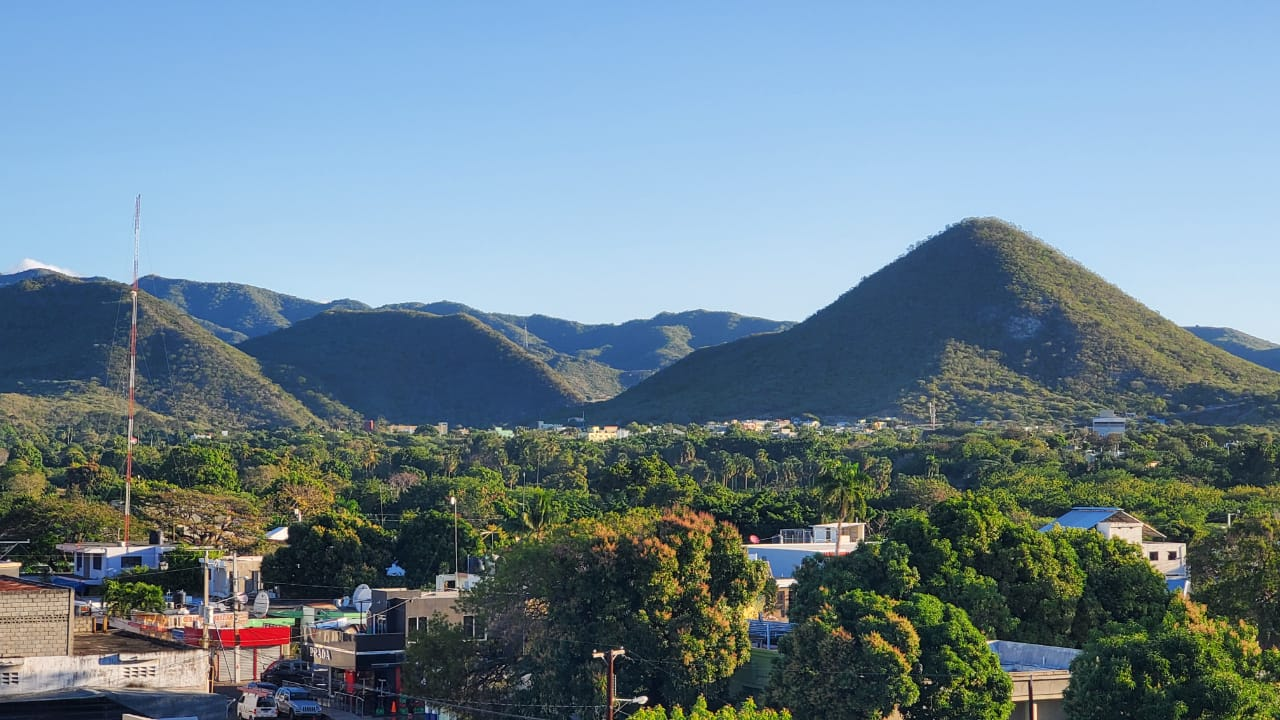
Cucurucho de Peravia
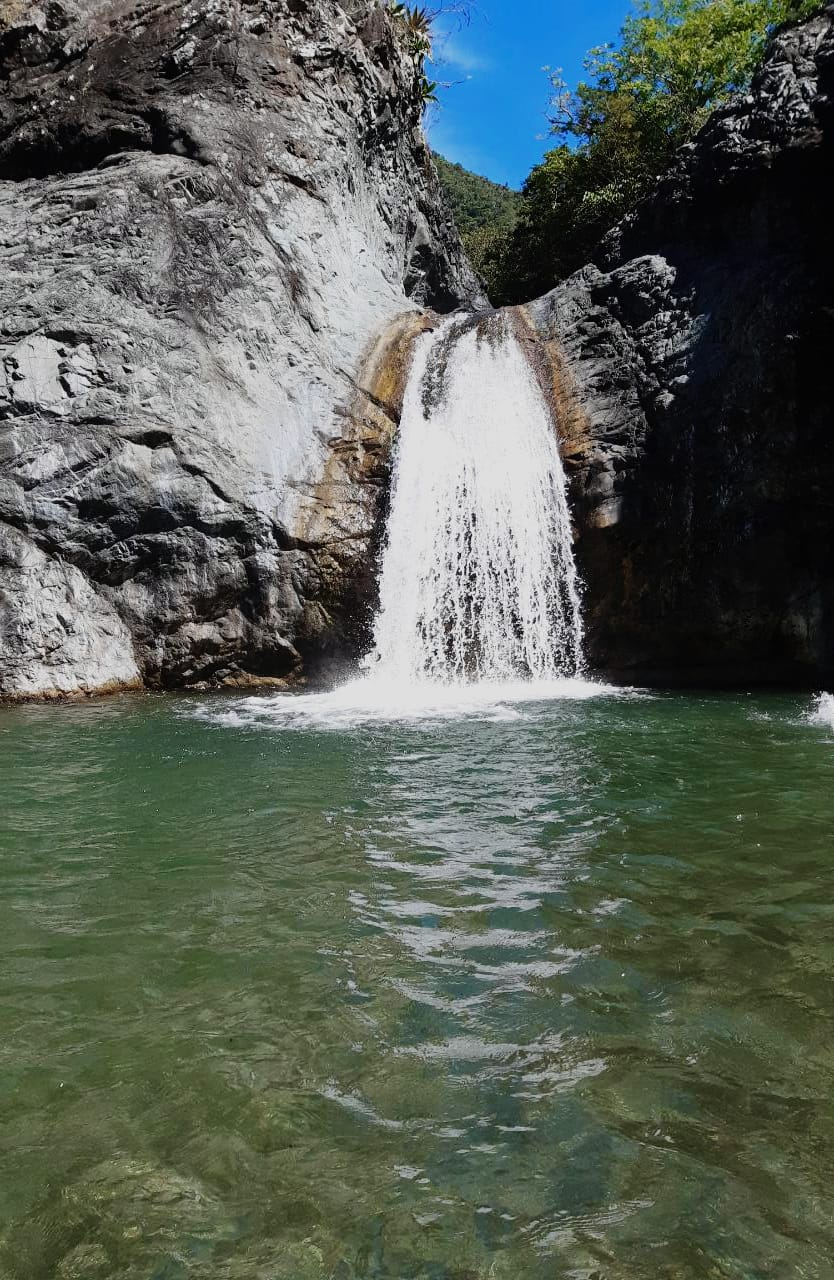
Balneario Las Yayitas
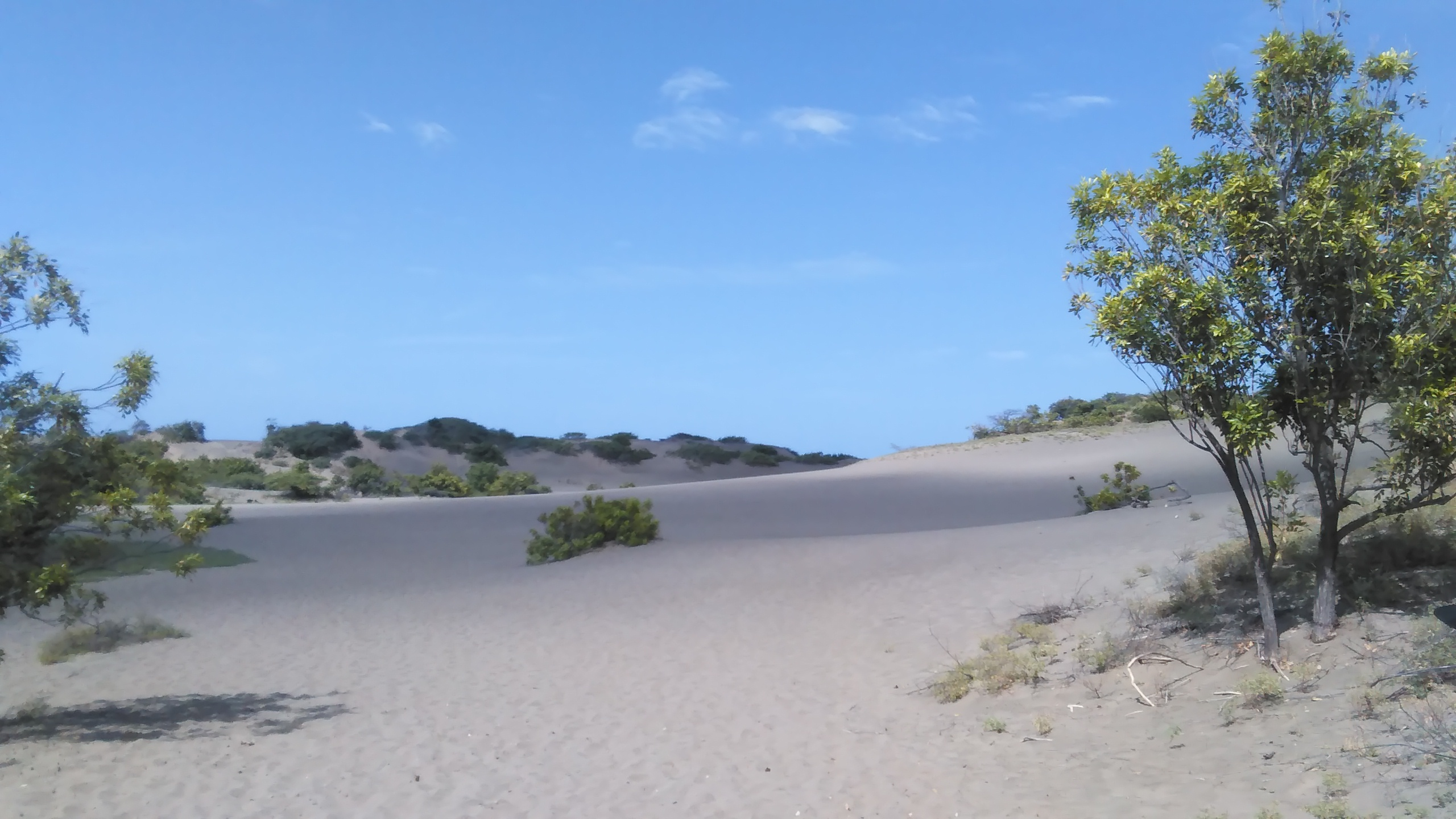
Dunas de Baní
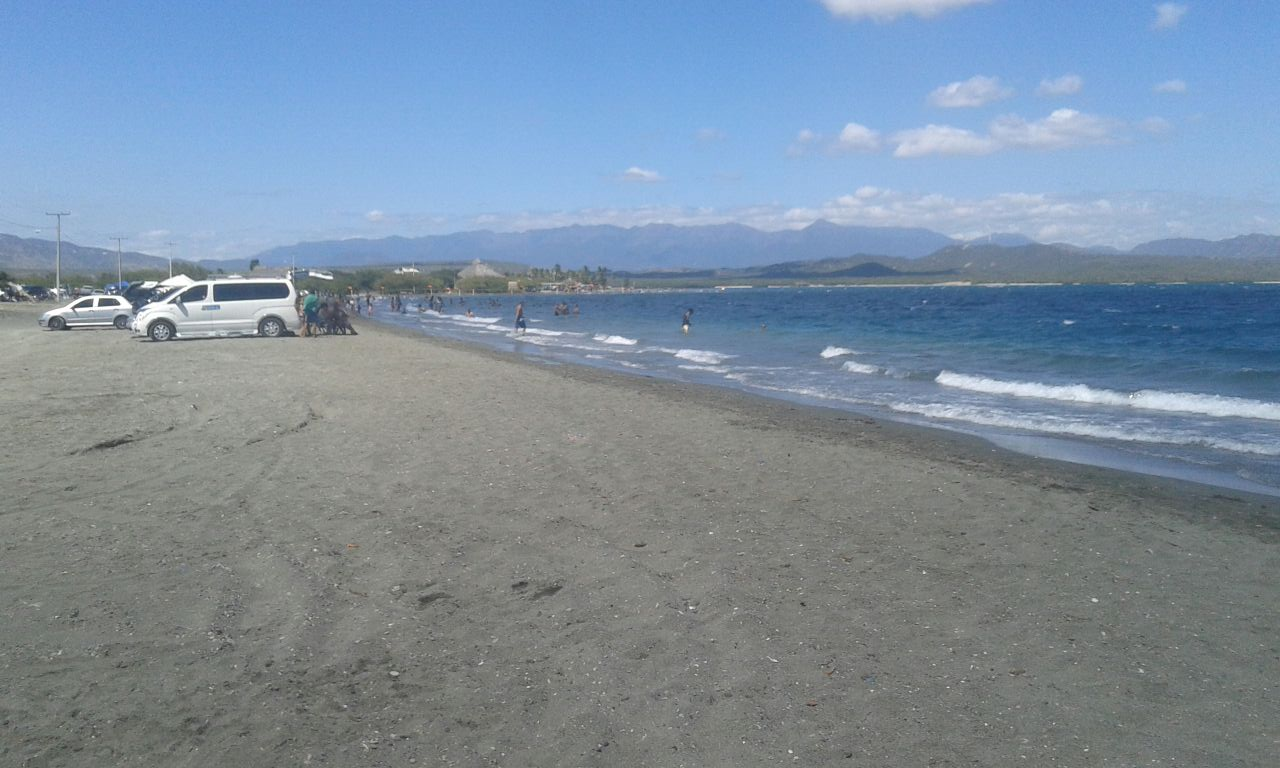
Playa Salinas de Puerto Hermoso
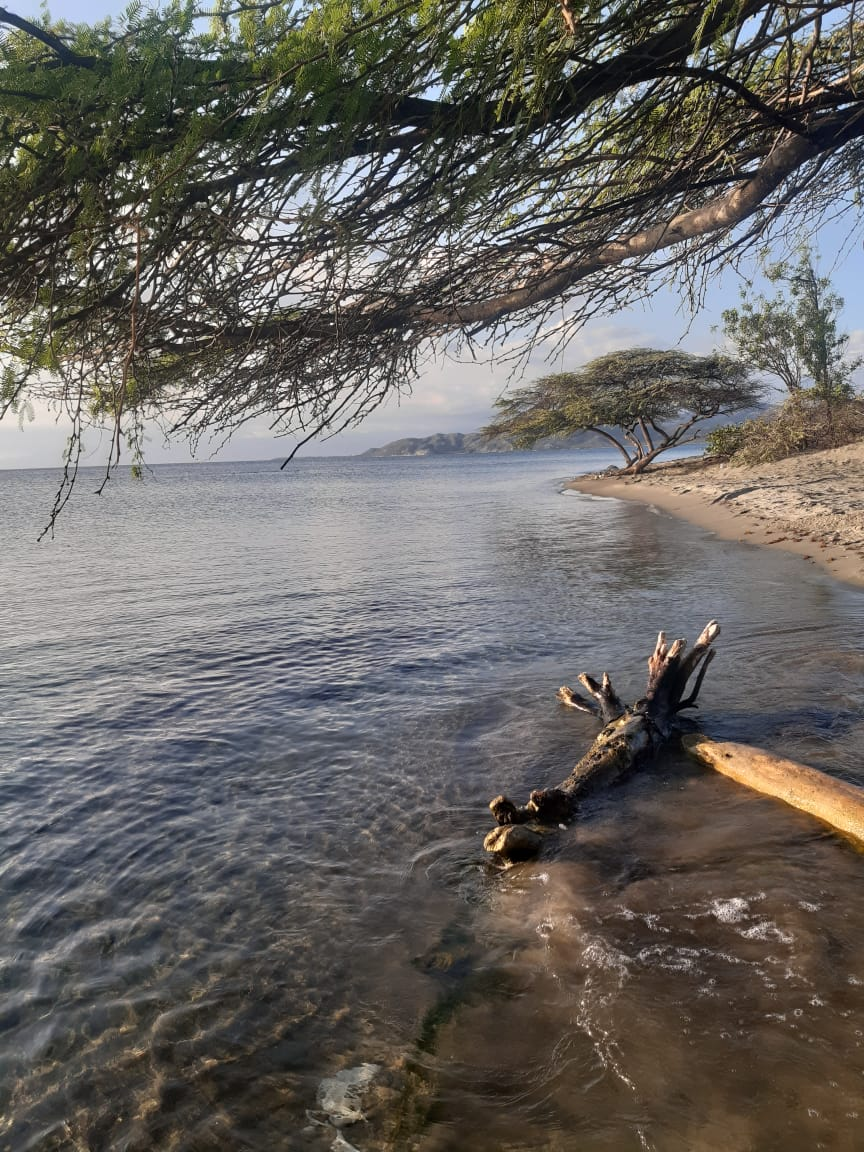
Playa El Derrumbao, Cerca de Salinas
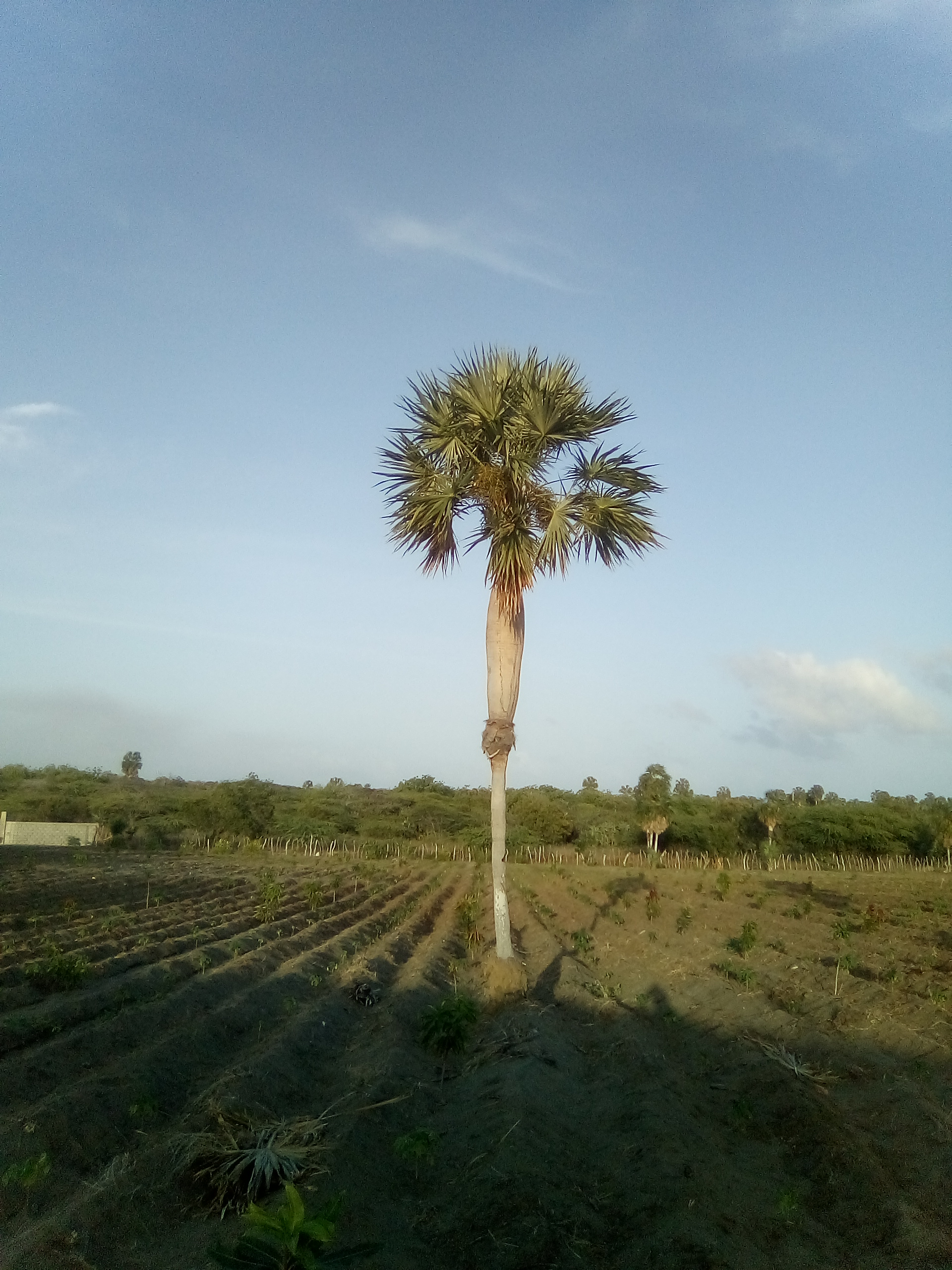
Guano Barrigón
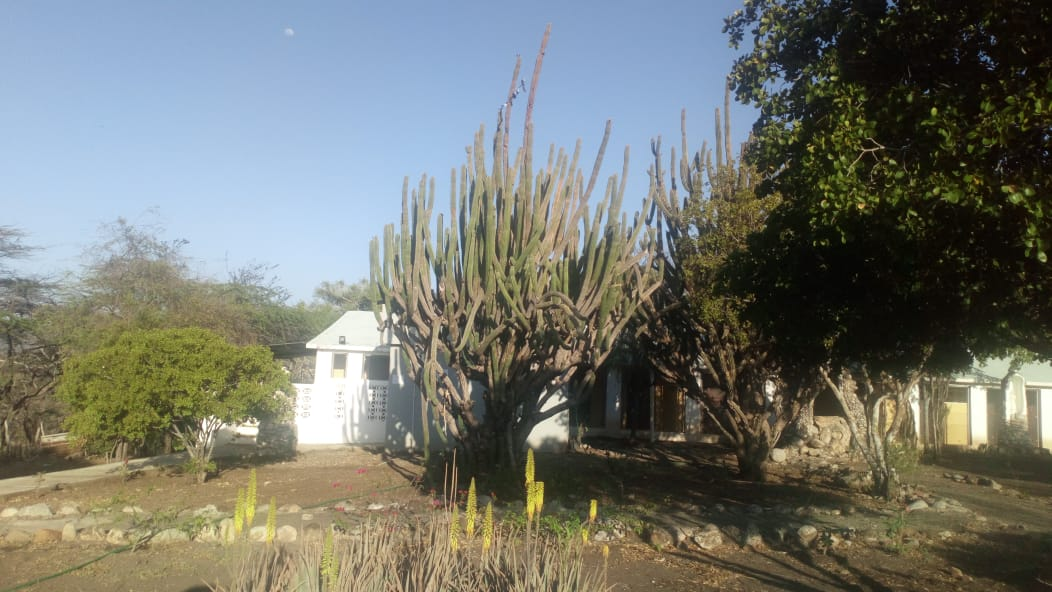
Cactaceae (Cáctus) de Peravia
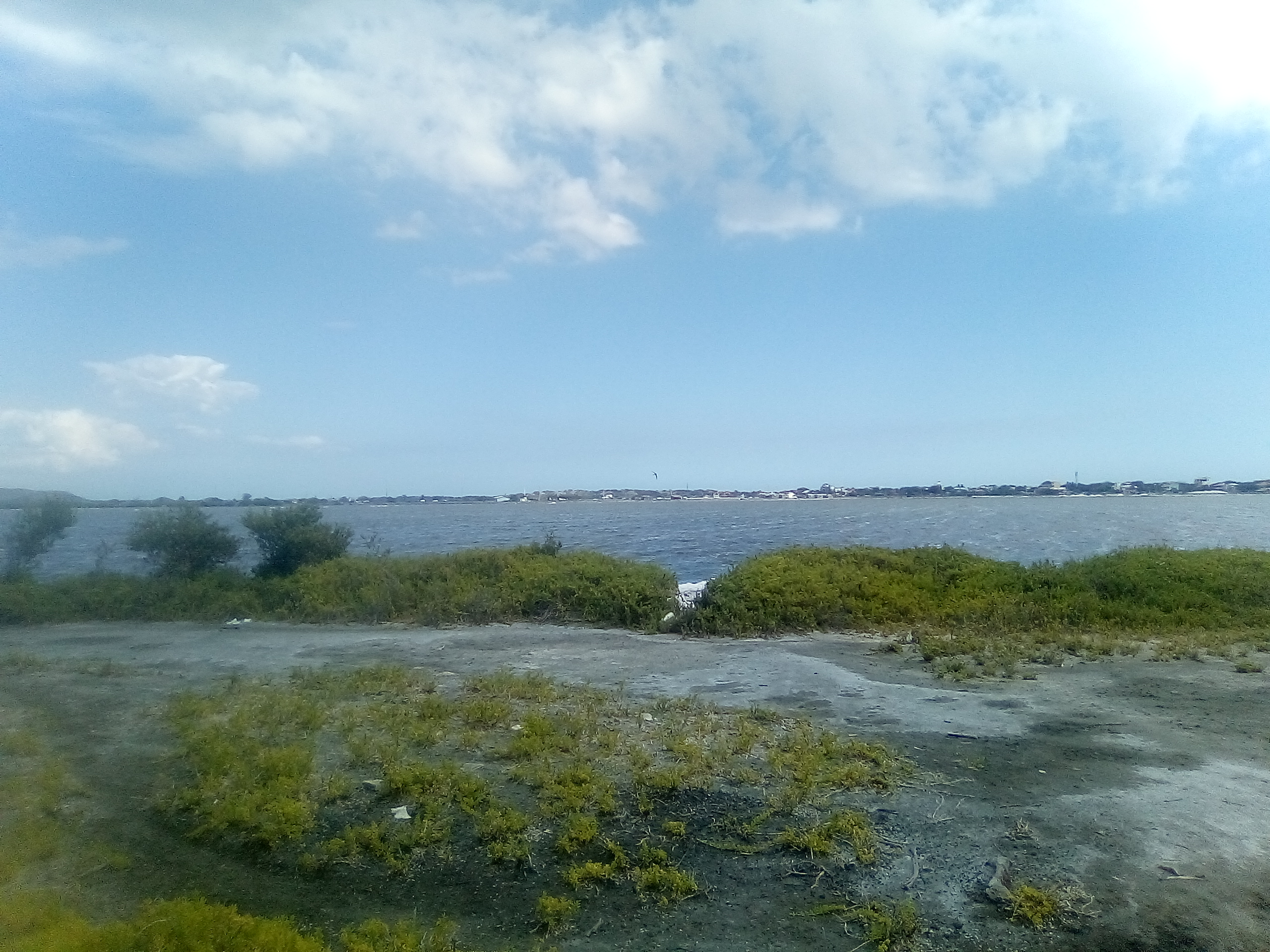
Laguna El Salado del Muerto
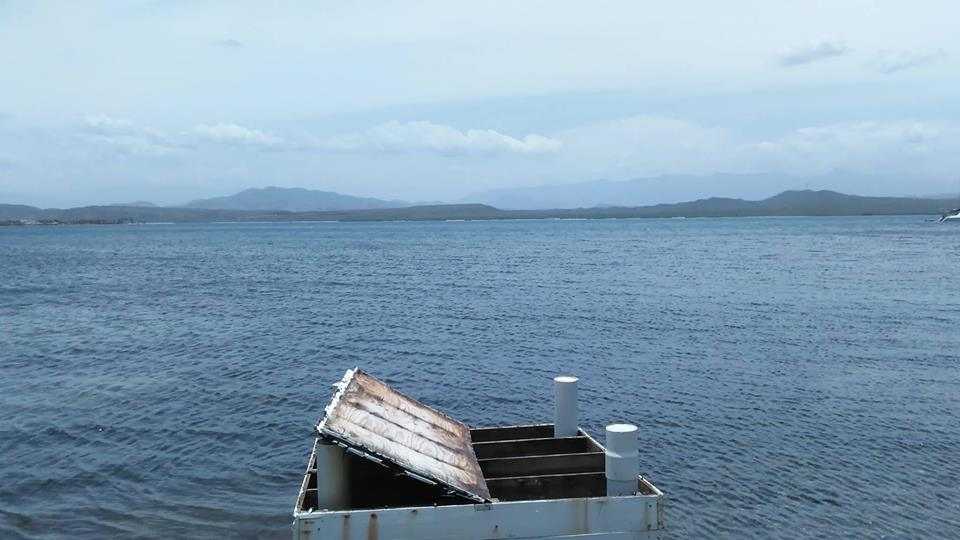
Bahía de Las Calderas
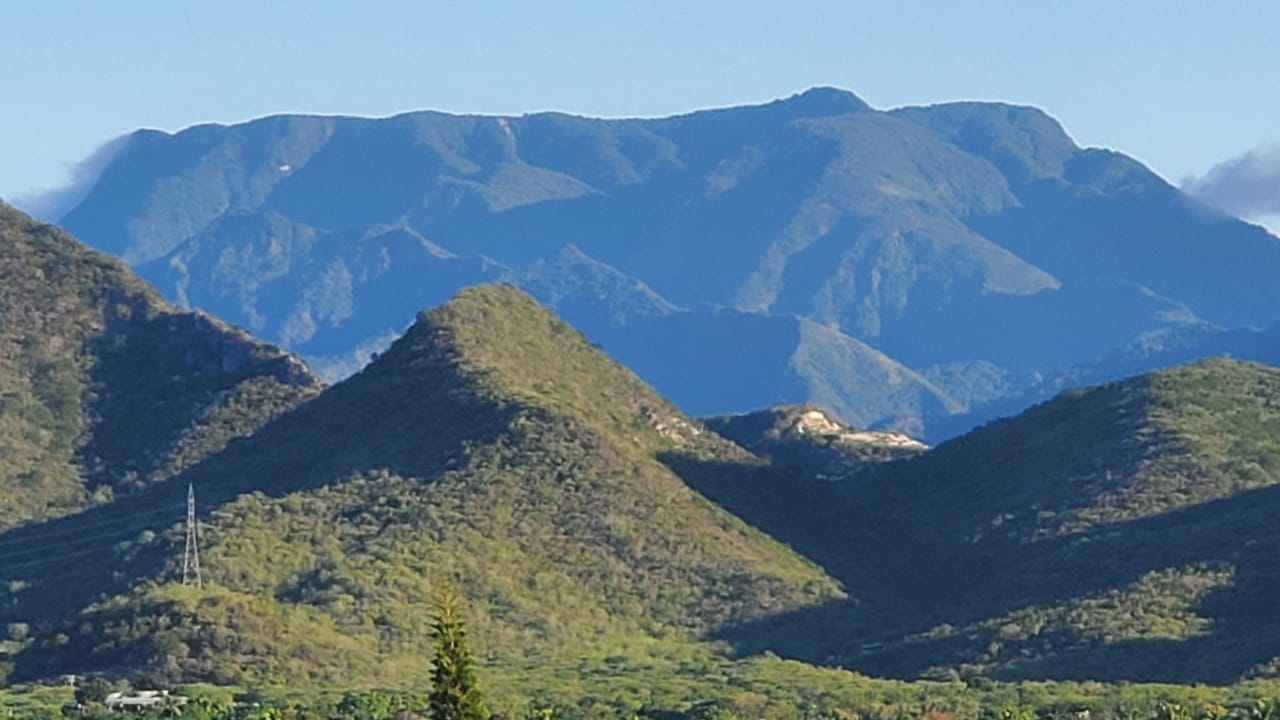
La Barbacoa
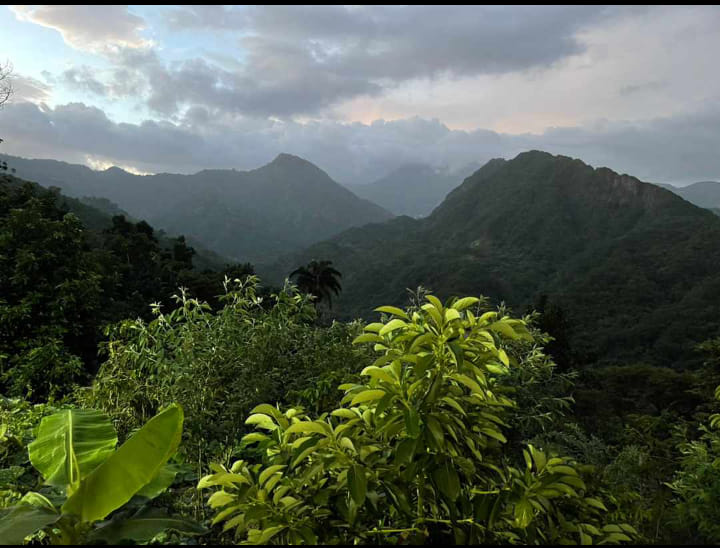
Paisaje Montaño vista desde la comunidad de Iguana
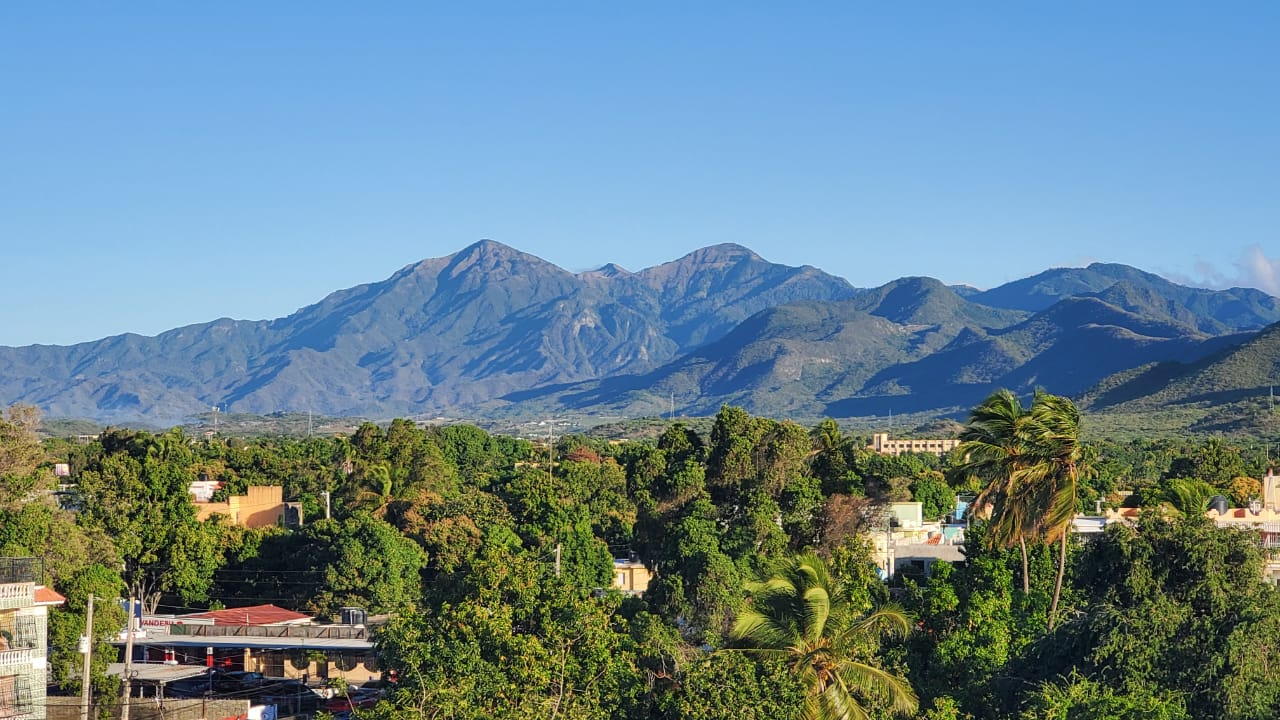
Los Guayuyos, El Naranjo y El Manaclar
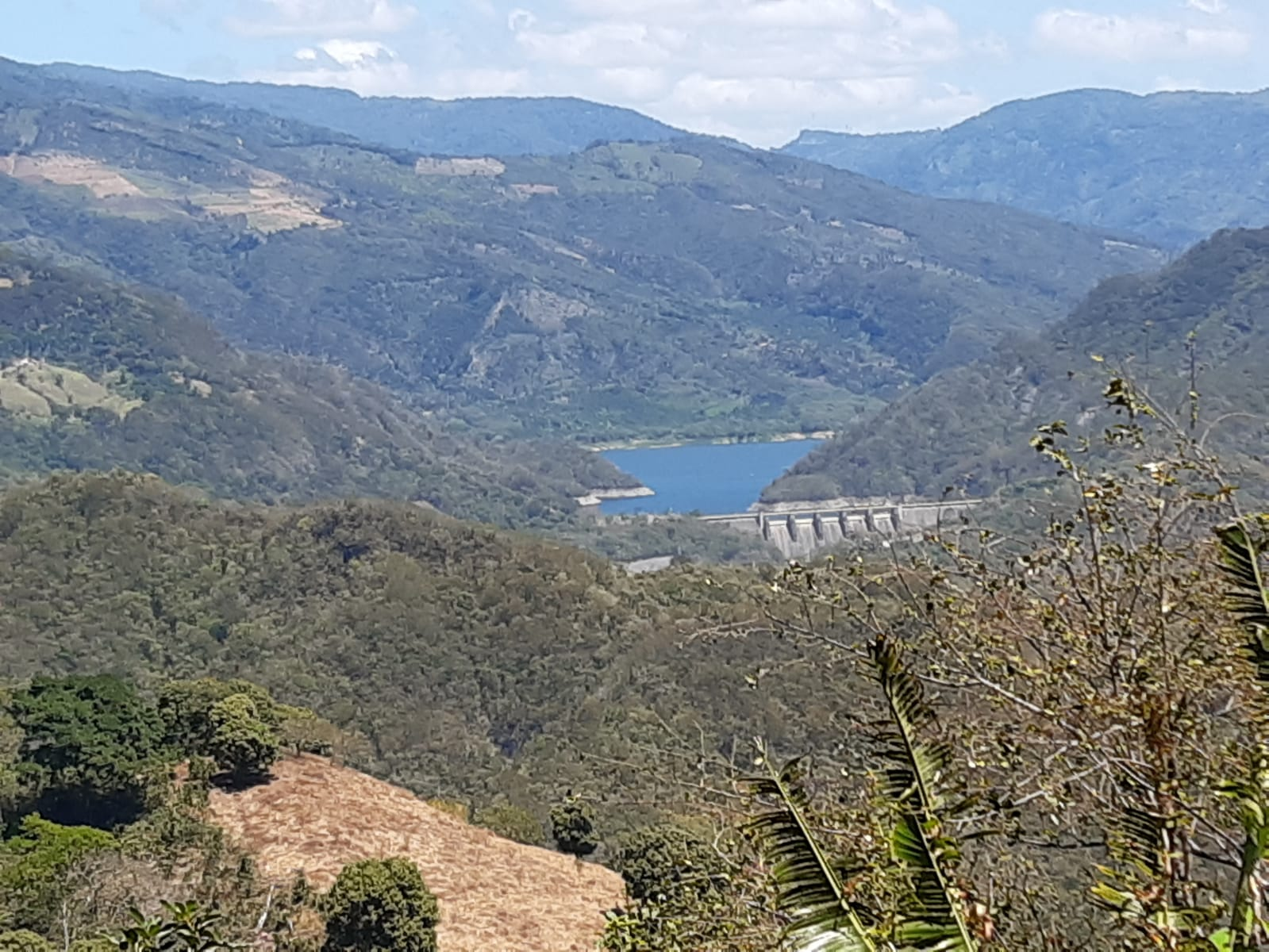
Presa de Valdesia
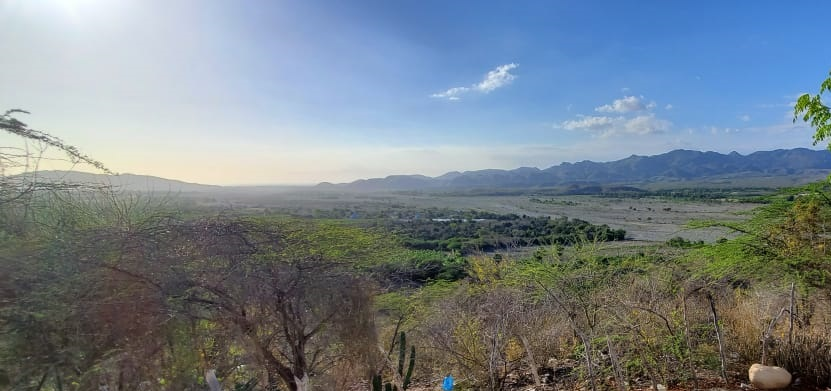
Paisaje del Suroeste de la Provincia Peravia donde predomina el Bosque Seco
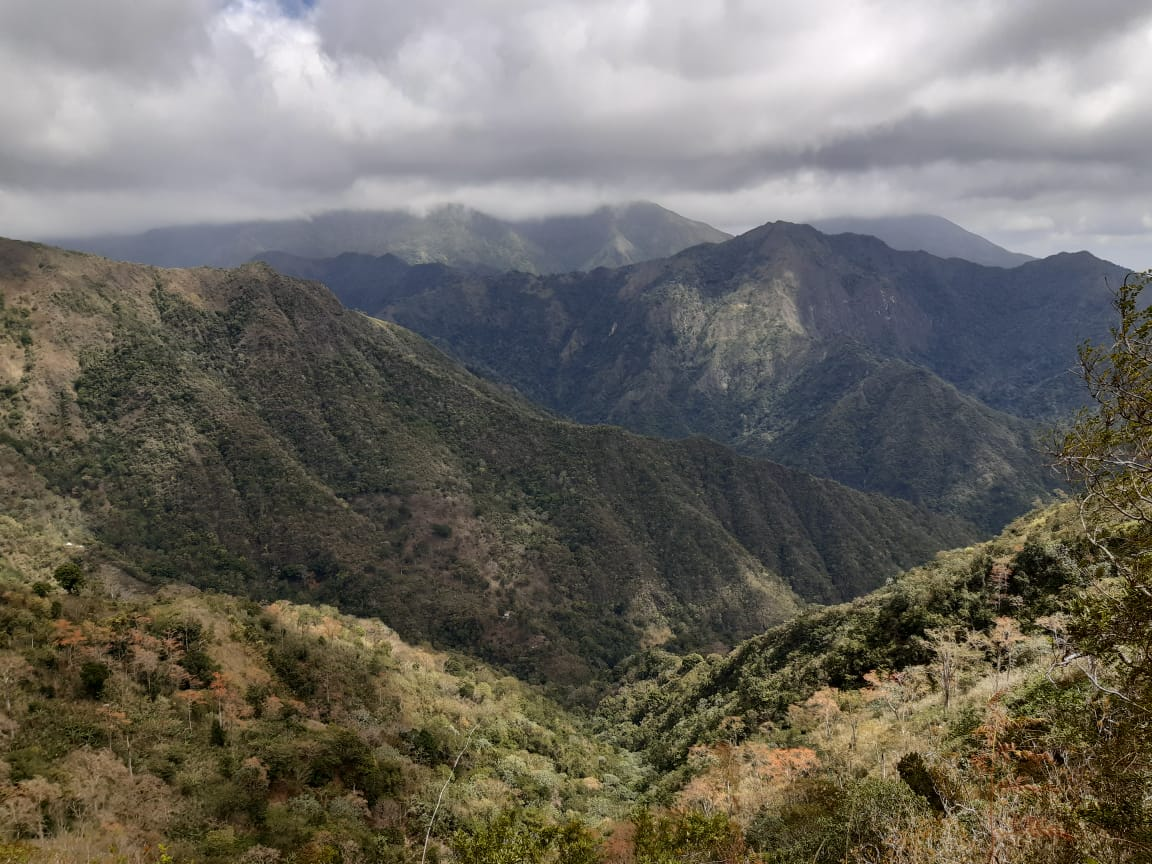
Paisaje montañoso visto desde El Manaclar
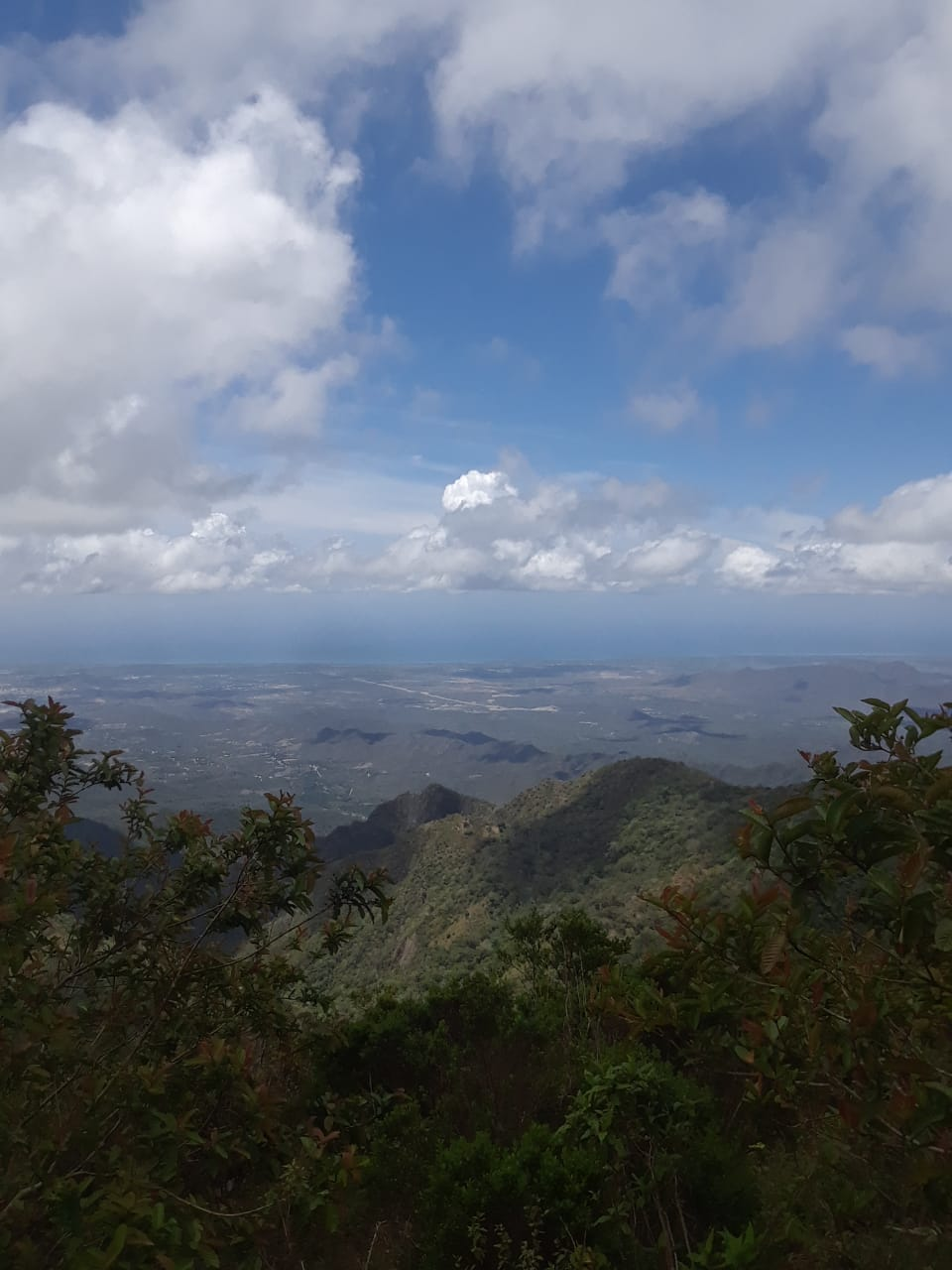
Llano de Baní desde Los Guayuyos
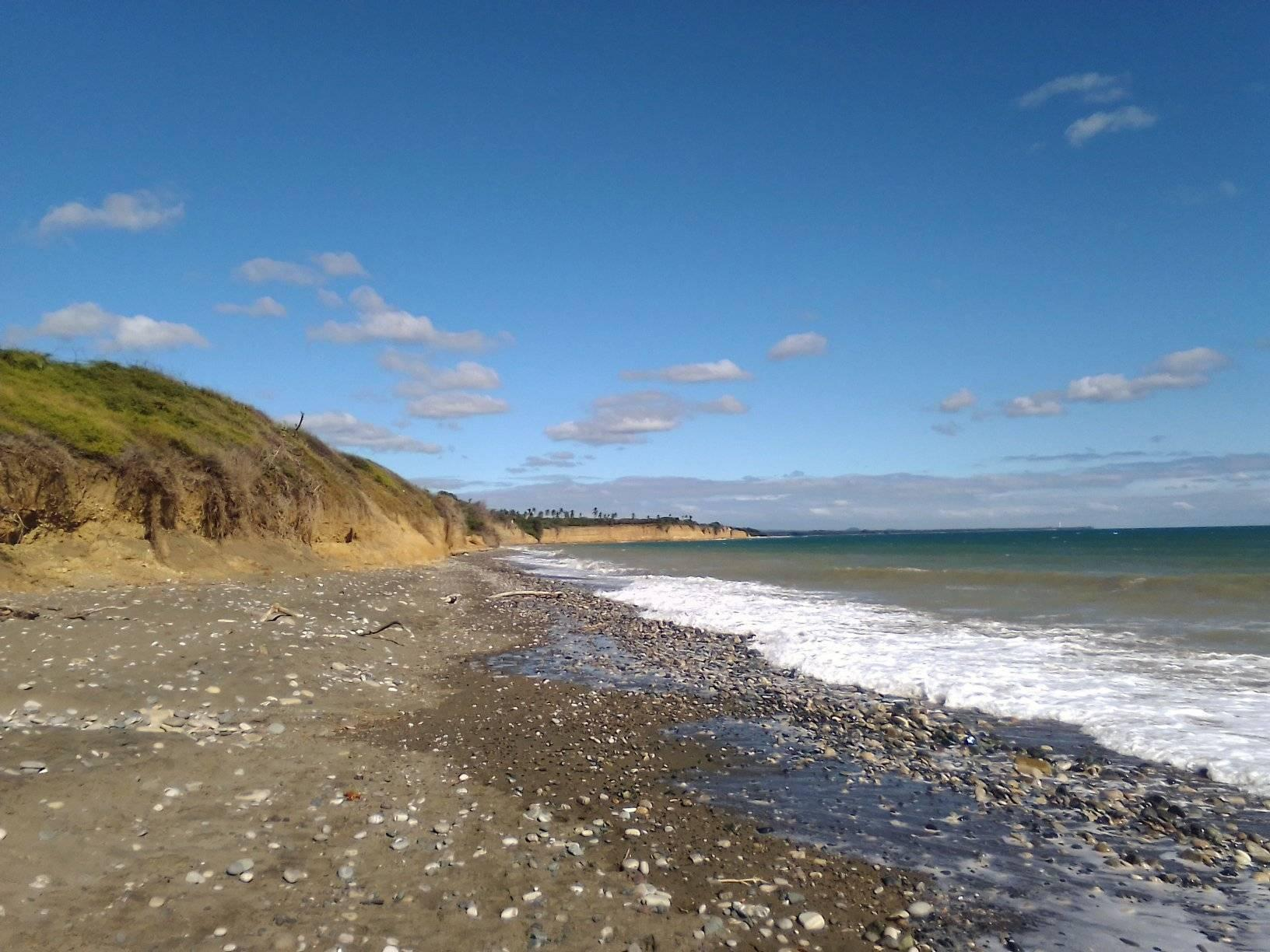
Acantilados en la costa de Matanzas
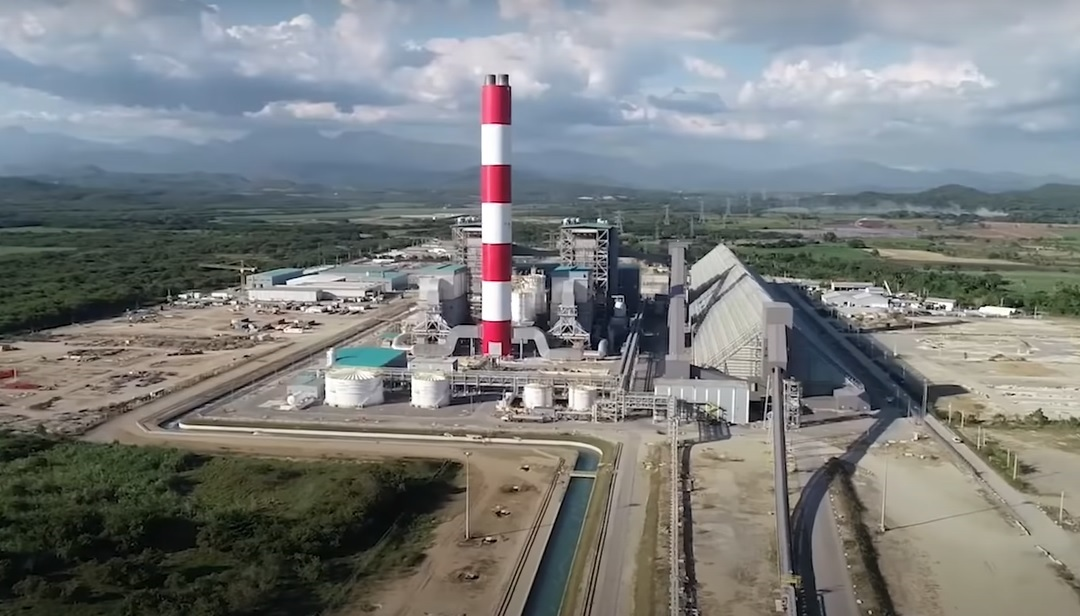
Central Termoeléctrica Punta Catalina

## Cultura
Una de las tradiciones más arraigadas en la provincia Peravia es el baile de la sarandunga, que se celebra en el mes de junio en las comunidades del Pueblo Arriba en Baní y Fundación. En la comunidad de La Vereda se venera con palos y sarandunga a San Juan Bautista. Las festividades religiosas más importantes son las fiestas a la Virgen de Regla, del 11 al 21 de noviembre. 
También se destacan las salves en la comunidad de La Montería, los chuines de Canafistol, los palos en la comunidad de Peravia, las fiestas dedicadas a la Santa Cruz y el carnaval regional banilejo que se celebra en marzo. 

## Gastronomía
En la provincia y a nivel nacional es muy conocido el mango que le ha conferido a esta provincia el título de "Capital del Mango" ya que el 70% de la producción de la fruta se produce en la misma, también son famosas la torta de maíz tierno, las arepas de maíz, el dulce de leche de Paya, el dulce de leche con coco, el de higo relleno de leche y el majarete.

## Municipios y los Distritos municipales

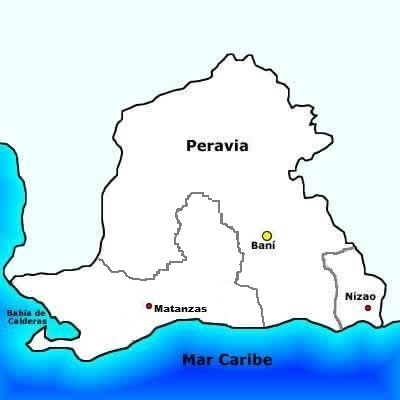
Los municipios peravenses

Baní
- Catalina (D.M.)
- El Carretón (D.M.)
- El Limonal (D.M.)
- Las Barías (D.M.)
- Paya (D.M.)
- Villa Fundación (D.M.)

Matanzas
- Sabana Buey (D.M.)
- Villa Sombrero (D.M.)

Nizao
- Santana (D.M)
- Pizarrete (D.M.)